# Tomintoul
Tomintoul (Tom-in-towel) är en  by i nordöstra Skottland. Orten har 322 invånare (2001).

## Historia
Fram till omkring slutet av 1960-talet fanns  flera affärer och fyra hotell varav 3 hade fullständiga rättigheter. Bland affärerna och rörelser fanns Post Office Store; Cambells Corner Store and Petrol Station; Bank of Scotland; COOP; The Shoemaker (Skomakeri och reparationer); Ratterys Wireless and Hardware Store; Jonny The Painter (Målare och Tapetserare); The Joiners; (Snickariet) John Grants Garage och verkstad med tillhörande bensinpump; The Corner Café på torget; The Butchers Shop (Slaktaren); Birnies Bakeri och shop; The Smiddy; Rosses Grocery; m.fl.